# Луковець (Куявсько-Поморське воєводство)
Луковець (пол. Łukowiec) — село в Польщі, у гміні Сіценко Бидґозького повіту Куявсько-Поморського воєводства.
Населення — 234 особи (2011).
У 1975-1998 роках село належало до Бидгощського воєводства.

## Демографія
Демографічна структура станом на 31 березня 2011 року:
|          | Загалом | Допрацездатний вік | Працездатний вік | Постпрацездатний вік |
| -------- | ------- | ------------------ | ---------------- | -------------------- |
| Чоловіки | 135     | 30                 | 100              | 5                    |
| Жінки    | 99      | 16                 | 63               | 20                   |
| Разом    | 234     | 46                 | 163              | 25                   |